# AITO
AITO（アイト、問界）は、中国のセレス・グループ（Seres、賽力斯集団)とテクノロジー企業ファーウェイによる電気自動車（EV）ブランドである。2021年12月に設立された。車両はファーウェイのHarmonyOS（鴻蒙OS）を搭載し、高度なインフォテインメントシステムや自動運転支援機能を特徴としている。

## 概要

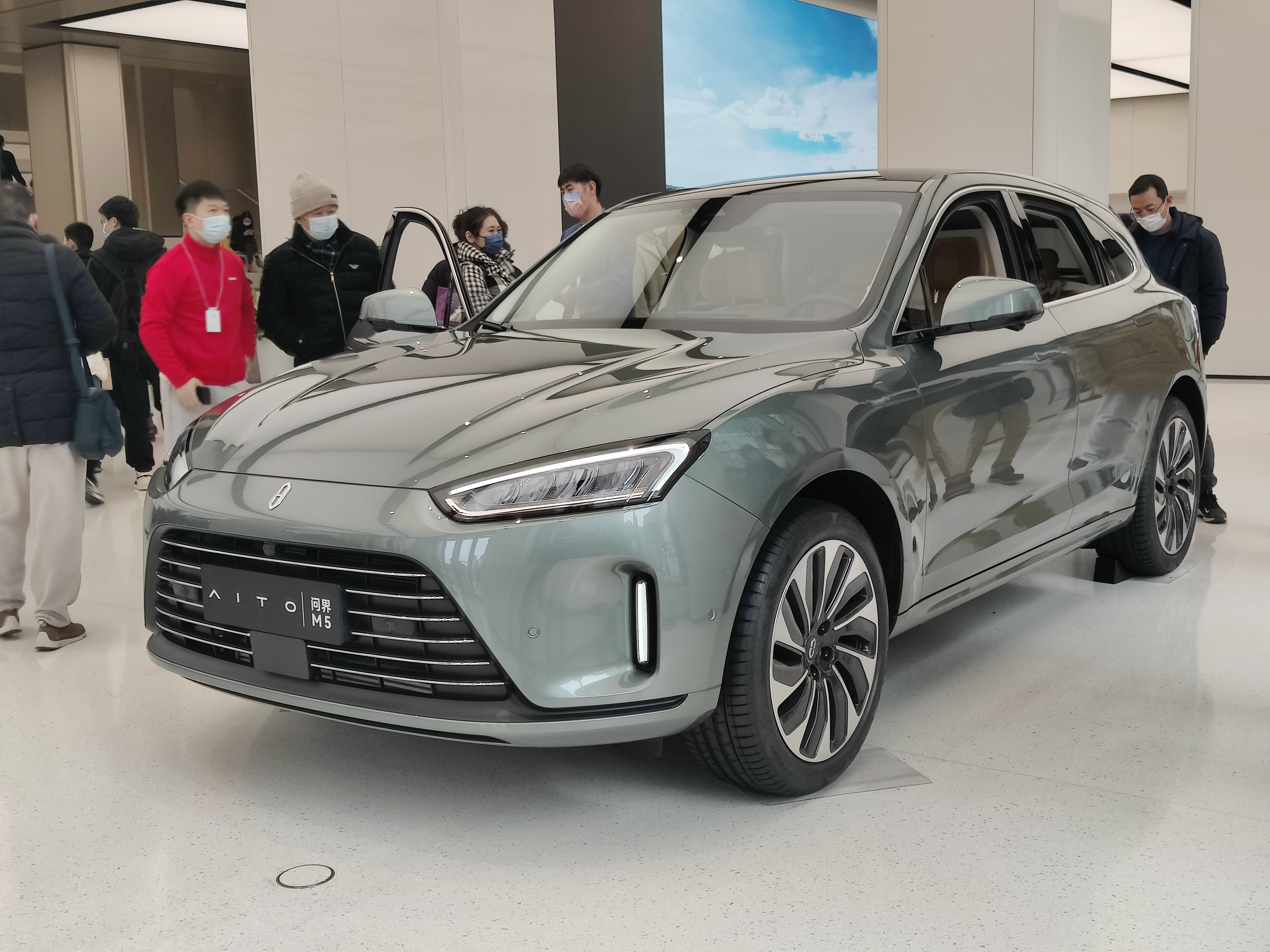
問界・M5

2021年12月2日、Seresの重慶両江スマート工場において、スマートカー向けのハイエンドブランドとして発表された。名前はAdding Intelligence to Auto(自動車にインテリジェンスを追加する)の頭文字に由来しており、Seresと大手通信機器メーカーであるファーウェイが共同開発したモデルを取り扱う。また、マーケティング、デザイン、販売はファーウェイが担当する。

## 歴史
2021年12月23日、AITOブランド初の車種として問界M5が発表された。電気駆動の中型SUVであり、HarmonyOSを搭載している。発電用にエンジンが搭載されており、航続距離は満充電で150km、満充電でガソリンも満タンの場合は1242kmとなっている。価格はそれぞれ標準版が25万元、四駆スポーツ版が28万元、四駆フラグシップ版が32万元となっており、発表から4日での予約台数は6500台に上った。
2022年7月4日、ファーウェイの新製品発表会において6人乗りの中大型SUVである問界M7が発表された。発電用のエンジンを搭載し、モーターで駆動するレンジエクステンダー方式が採用されており、理想ONEの競合と見なされている。価格はそれぞれ快適版が32万元、豪華版が34万元、旗艦版が38万元。発表から4時間での販売台数は2万台に上った。
2022年9月6日、ファーウェイの新製品発表会において問界M5 EVが発表された。問界M5をベースとした電気自動車であり、デザインの変更や内装の改良などが行われている。価格は標準版が29万元、性能版が32万元。発表当日中の予約台数は3万台に上った。

## モデル
- M5
- M5 EV
- M7
- M9